# サン＝ルミ＝アン＝ブズモン＝サン＝ジュネ＝エ＝イソン
サン＝ルミ＝アン＝ブズモン＝サン＝ジュネ＝エ＝イソン(Saint-Remy-en-Bouzemont-Saint-Genest-et-Isson)は、フランスのグラン・テスト地域圏マルヌ県の都市（コミューン）。サン＝ルミ＝アン＝ブズモン＝サン＝ジュネ＝エ＝イソン小郡の小郡庁所在地。人口は600人に満たない。
フランスの地名としては最も長く、またアメリカ合衆国最長の地名チャーゴグガゴグマンチャウグガゴグチャウバナガンガマウグとも並ぶ。

## 名前
市名は、「サン＝ルミ＝アン＝ブズモン（ブズモン地方サン＝ルミ）、サン＝ジュネ、およびイソン」の意味で、その名の通り、3つの小村落が合併して成立したことに由来している（19世紀には成立していたので、新しい地名ではない）。フランスにはサン＝ルミ(Saint-Remy)ないしサン＝レミ(Saint-Rémy)で始まる市町村は40以上あるが、その中で最も長い名前を持つ。また、36664（1999年）あるフランスの市町村全体でも、ハイフンをカウントする場合の文字数（45字）としては、最多である。ただし、ハイフンをカウントしない場合、カルヴァドス県のサン＝ジェルマン＝ド＝タルヴァンド＝ラ＝ランド＝ヴォーモン(Saint-Germain-de-Tallevende-la-Lande-Vaumont)が38字で並ぶ。これらに次ぐのが、ソンム県のサン＝カンタン＝ラ＝モット＝クロワ＝オー＝バイイ(Saint-Quentin-la-Motte-Croix-au-Bailly)などである。

## 地理
マルヌ渓谷の南、デル＝シャントコック湖の西に位置し、所属する郡の郡庁所在都市ヴィトリ＝ル＝フランソワの14キロメートル南東にあたる。

## 観光
- 13世紀と15世紀の教会がある
- 鶴の飛来地でもあり、ウォッチングができる。

## サン＝ルミ＝アン＝ブズモン＝サン＝ジュネ＝エ＝イソン小郡
サン＝ルミ＝アン＝ブズモン＝サン＝ジュネ＝エ＝イソン小郡はサン＝ルミ＝アン＝ブズモン＝サン＝ジュネ＝エ＝イソンを小郡庁所在地とする小郡である。下掲の20の市町村を含む小郡で、総面積274.32km2、総人口は4143人（1999年）。
なお、市名の場合と異なり、フランスの小郡名としては文句なしに最長である。なぜなら、サン＝ジェルマン＝ド＝タルヴァンド＝ラ＝ランド＝ヴォーモンはヴィル市(Vire)を中心とするヴィル小郡の構成都市であり、小郡名にはなっていないからである。

### 構成都市
- アンビエール(fr:Ambrières)
- アリニー(fr:Arrigny)
- アルジイエール＝ヌーヴィル(fr:Arzillières-Neuville)
- ブレーズ＝スー＝アルジイエール (fr:Blaise-sous-Arzillières)
- ブランドンヴィエ (fr:Brandonvillers)
- シャテルルー＝サン＝ルヴァン (fr:Châtelraould-Saint-Louvent)
- シャティヨン＝シュル＝ブルエ (fr:Châtillon-sur-Broué)
- ドロネ (fr:Drosnay)
- エコルモン (fr:Écollemont)
- ジフォーモン＝シャンポベール (fr:Giffaumont-Champaubert)
- ジニ＝ビュシー (fr:Gigny-Bussy)
- サント＝マリー＝デュ＝ラック＝ニュイズマン (fr:Sainte-Marie-du-Lac-Nuisement)
- オートヴィル (Hauteville)
- ランドリクール (Landricourt)
- リニョン (fr:Lignon)
- マルジュリー＝アンクール (fr:Margerie-Hancourt)
- ウチヌ (fr:Outines)
- レ・リヴィエール＝アンリュエル(fr:Les Rivières-Henruel)
- サン＝シェロン (Saint-Chéron)
- サン＝ルミ＝アン＝ブズモン＝サン＝ジュネ＝エ＝イソン

## 関連事項
- オ(O) - ノルマンディー地方にあるフランスで最も短い地名。現在はオルヌ県モルトレ市の一部。オ城（オじょう, château d’O）がある。ゆかりのある有名人にフランソワ・ド(fr:François d'O)がいる。語源未詳だが、古フランス語のhot（障害物）に由来するとも言われる。
- サン＝ルミ、サン＝レミの曖昧さ回避（仏語版ウィキペディアの記事）